# Canal de Gap
Le canal de Gap est un canal qui capte l'eau du Drac dans le haut-Champsaur et l'amène dans le bassin gapençais, où elle sert principalement à alimenter en eau potable la ville de Gap. Chaque année, ce sont environ 2 200 000 m3 d’eau qui sont livrés à la ville de Gap pour une finalité de consommation humaine.

## Histoire
Le bassin de Gap est particulièrement déficitaire en eau. Aussi l'idée d'amener à Gap de l'eau prise dans le Champsaur est extrêmement ancienne. 
Grâce à l'autorisation donnée par le Dauphin Louis XI d’exploiter 300 litres par seconde dans le torrent d’Ancelle, un premier canal est tracé et mis en service en 1492.
En 1773 débutent des études en vue de réaliser un nouveau canal à partir du Drac. La loi du 23 pluviôse an XII (1804) décide la mise en œuvre du Canal de Gap. En 1805, le premier devis estimatif des travaux s’élevait à 405 000 francs-or. Un premier concessionnaire est accepté, mais il fait faillite avant que le premier coup de pioche fût donné.
En 1847, une nouvelle étude comportant un tunnel mixte emprunté par le canal et par la route nationale pour un coût 2 190 000 francs n'est pas accepté par l’Administration. En 1858, un projet simplifié ramène le niveau des dépenses à 1 500 000 francs. Le 11 avril 1863, le décret de concession est donné par Napoléon III à Maurice Garnier, député des Hautes-Alpes, qui l'accepte. Les travaux commencent le 21 août 1864, mais les entrepreneurs font successivement faillite, et Maurice Garnier y engloutit toute sa fortune et celle de sa famille. Le 18 juillet 1873, le canal est placé sous séquestre et le ministère des Ponts et Chaussées est chargé de la continuation des travaux. D’après les chiffres donnés par l’administration lorsque le canal fut terminé, les dépenses se seraient élevées à 10 000 000 francs-or.
Mis en service en 1880, le canal de Gap a depuis été maintes fois réaménagé, notamment en 1950 (réseaux sous pression), 1954, 1963 (création d’un réservoir de 700 000 m3 aux Jaussauds), et dans les années 2000 (modernisation de la prise des Ricous).

## Alimentation
La prise d'eau du canal sur le Drac se situe immédiatement après le confluent du Drac blanc et du Drac noir, à la limite est de la commune de Saint-Jean-Saint-Nicolas, en bordure de la route d'Orcières. 
La prise d'eau initiale, qui constituait un obstacle à la circulation piscicole sur l'axe Drac et au transit sédimentaire, a fait l'objet de gros travaux de 2009 à 2015. La nouvelle installation comporte une passe à poisson et deux ouvrages de dégravement et de désensablement de l'eau admise dans la branche mère du canal, tandis que le flux de sédiments est rendu au Drac dès que le débit atteint la valeur qui permet le transport solide. Le débit réservé actuel à l'aval du barrage est modulé sur l'année entre 220 et 280 litres par seconde.
Une station de pompage d'une nappe souterraine raccordée à la station principale est activée lorsque le débit entrant du Drac ne permet pas d'assurer convenablement l'alimentation du canal tout en préservant le débit réservé vers l'aval.

## Parcours
Le canal, enterré, quitte le lit du Drac en direction du sud, passe au hameau des Ricoux, puis longe le flanc du massif des Autanes en suivant la direction du sud-ouest, moyennant quelques passages en encorbellement. Il passe au-dessus de Pont-du-Fossé, en-dessous de Saint-Léger-les-Mélèzes, puis domine la plaine de Chabottes. Après environ 10 kilomètres, il passe en souterrain sous une dorsale, traverse les gorges du ruisseau d'Ancelle par un pont-canal (le principal ouvrage d'art de tout son parcours), puis, se dirigeant vers le sud, devient souterrain sur 4 kilomètres pour passer sous le col de Manse et ressortir à l'air libre dans le bassin de Gap, où il alimente le réservoir des Jaussauds, principale réserve d'eau de la ville de Gap.
Des Jaussauds, une rigole part vers l'ouest sous la crète de Bayard et alimente le réservoir des Manes, en bordure de la RN 85, dans la montée du col Bayard. De là part de nouveau un émissaire qui va longer le flanc est de la montagne de Charance. Cet émissaire arrose le domaine de Charance, et poursuit vers le sud-ouest puis l'ouest jusqu'à la Roche-des-Arnauds.

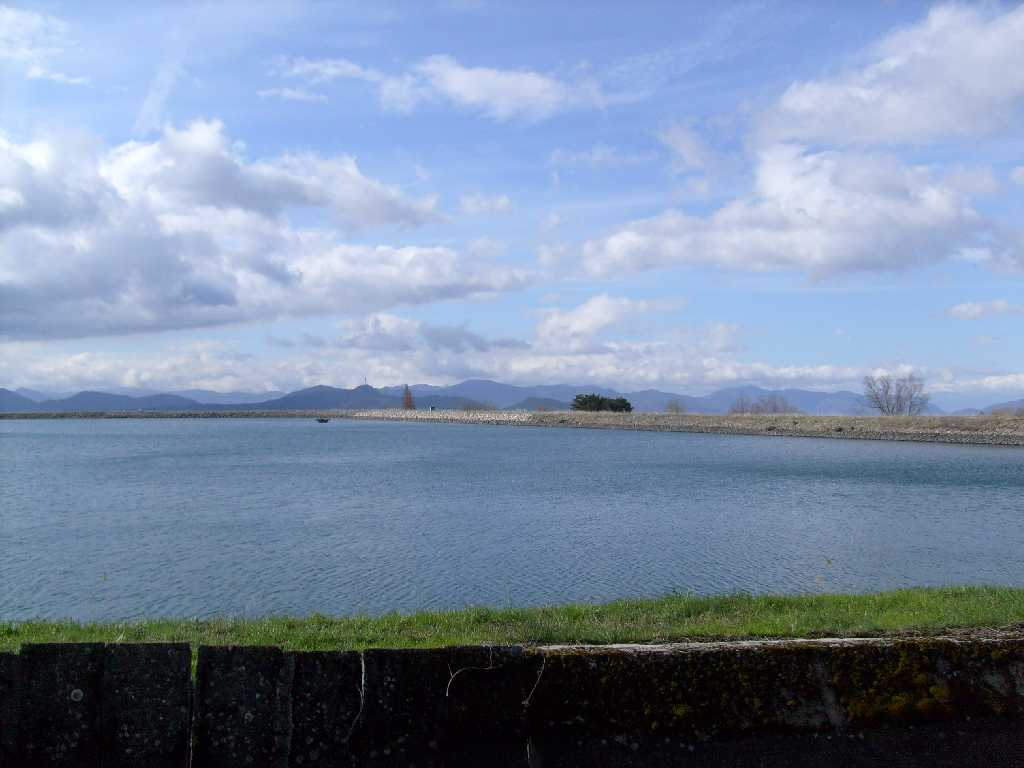
Le réservoir des Jaussauds
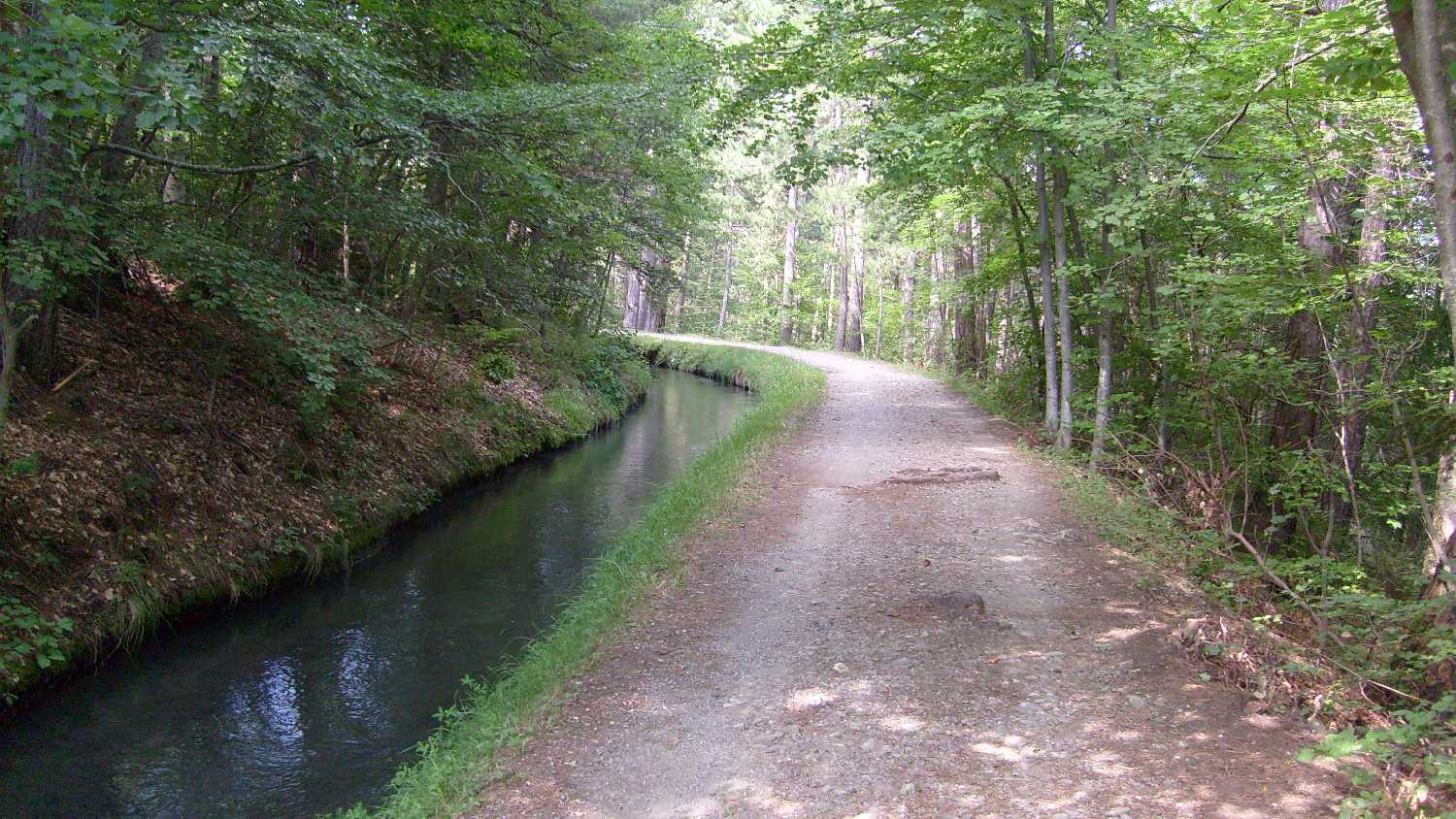
Le canal de Gap sur une de ses parties forestières
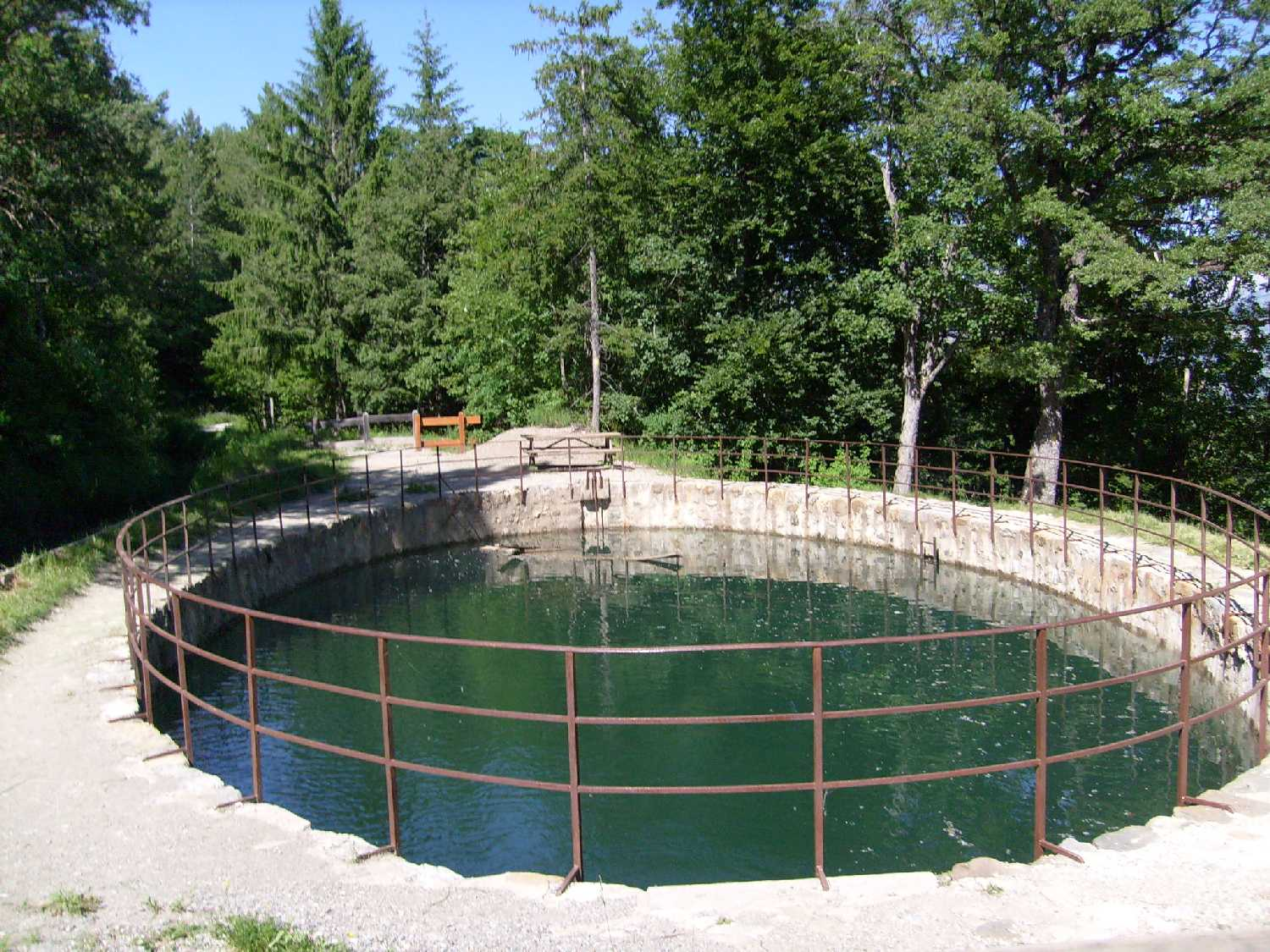
L'écluse-œuf dans le domaine de Charance

Une autre branche du canal quittant les Jaussauds vers l'est en direction de la Rochette a été neutralisée et remplacée par une conduite enterrée desservant une ASA locale et la station hydroélectrique de Pont-Sarrazin.

## Caractéristiques techniques
- Branche-mère, de la station des Ricous au réservoir des Jaussauds : conduite en béton monolithique de 220 cm de diamètre et de 12 km de longueur, enterrée sur l’essentiel de son linéaire.
- Réservoir des Jaussauds : capacité 700 000 m3.
- Branche de Charance, des Jaussauds à la Roche-des-Arnauds : longueur 14 km dont 10,3 à l'air libre, débit de pointe 2 000 l/s.
- Branchement vers la station de  potabilisation de la Descente par canalisation enterrée depuis le réservoir des Jaussauds[7].

## Gestion
Le canal de Gap est géré par une Association syndicale autorisée : l'ASA du Canal de Gap, créée en 1874, et dont la ville de Gap est membre. Chargée d'une mission de service public, elle gère un juste répartition de l'eau entre la ville de Gap, prioritaire, les 5 ASA du Champsaur connectées à la branche-mère et les propriétaires de terrains irrigables le long de la branche de Charance.

## Aspect touristique
Le tracé du canal peut être suivi à pied ou en VTT sur des chemins balisés sur la quasi-totalité de son parcours :
- la branche mère du hameau des Ricous jusqu'à l'entrée du tunnel menant au vallon du ruisseau d'Ancelle, et du pont-canal à l'entrée du tunnel sous le col de Manse ;
- la branche de Charance des Jaussauds à Corréo, itinéraire faisant partie du parcours dit des « Balcons du Gapençais », par référence aux nombreux points de vue qu'il permet sur le bassin de Gap et les montagnes de l'intérieur.